# Капустин, Анатолий Андреевич
Анатолий Андреевич Капустин — советский хозяйственный, государственный и политический деятель, Герой Социалистического Труда.

## Биография
Родился в 1934 году в деревне Синьгово. Член КПСС с 1963 года.
С 1952 года — на хозяйственной, общественной и политической работе. В 1952—2000 гг. — слесарь-механик по сборке точных морских приборов на одном из предприятий Москвы, слесарь-механик в Морском научно-исследовательском институте № 1, слесарь-механик, мастер участка сборки электронных вычислительных машин, устройств и пультов, старший мастер цеха, слесарь-механик Центрального научно-исследовательского института «Агат» Министерства судостроительной промышленности СССР.
Указом Президиума Верховного Совета СССР от от 4 декабря 1974 года «за выдающиеся заслуги в создании и производстве специальной техники» присвоено звание Героя Социалистического Труда с вручением ордена Ленина и золотой медали «Серп и Молот».
Делегат XXV съезда КПСС.
Живёт в Москве.